# Evert Nyberg
John Evert Nyberg (ur. 28 lutego 1925 w Göteborgu, zm. 17 sierpnia 2000 tamże) – szwedzki lekkoatleta długodystansowiec, medalista mistrzostw Europy z 1946, trzykrotny olimpijczyk.
Zdobył brązowy medal w biegu na 5000 metrów podczas mistrzostw Europy w 1946 w Oslo. Nie ukończył biegu finałowego na tym dystansie na igrzyskach olimpijskich w 1948 w Londynie.
W późniejszych latach startował głównie w biegu maratońskim. Zwyciężył w Maratonie Pokoju w Koszycach w 1955.
Zajął 8. miejsce w maratonie na igrzyskach olimpijskich w 1956 w Melbourne i 58. miejsce na igrzyskach olimpijskich w 1960 w Rzymie. Na mistrzostwach Europy w 1962 w Belgradzie zajął w tej konkurencji 18. miejsce.
Nyberg był rekordzistą Szwecji w biegu na 20 000 metrów z czasem 1:03:40 oraz w biegu godzinnym z wynikiem 18 813,9 m. Był mistrzem Szwecji w biegu na 5000 metrów w 1946 i 1956, w biegu na 10 000 metrów w 1955, w biegu na 25 kilometrów w latach 1955-1947 i 1960, w biegu na 30 kilometrów w 1961 i 1962, w maratonie w 1955, 1957, 1962 i 1963, a także w biegu przełajowym w 1950 (na dystansie 8 kilometrów) oraz w 1955 i 1957 (na dystansie 4 kilometrów)